# Epimedium myrianthum
Epimedium myrianthum är en berberisväxtart som beskrevs av William Thomas Stearn. Epimedium myrianthum ingår i släktet sockblommor, och familjen berberisväxter. Inga underarter finns listade i Catalogue of Life.